# 1950-es magyar teniszbajnokság
Az 1950-es magyar teniszbajnokság az ötvenegyedik magyar bajnokság volt. A bajnokságot június 29. és július 8. között (a vegyes párost csak július 18-án fejezték be) rendezték meg Budapesten, a Dózsa SE Váci úti tenisztelepén.

## Eredmények
| Versenyszám  | Arany                                           | Arany | Ezüst                                           | Ezüst | Bronz | Bronz |
| ------------ | ----------------------------------------------- | ----- | ----------------------------------------------- | ----- | --- | ----- |
| Férfi egyéni | Asbóth József Bp. Vasas                         |       | Ádám András Bp. Dózsa                           |       | Katona Zoltán Bp. Dózsa                                                                                    |       |
| Női egyéni   | Körmöczy Zsuzsa Bp. Vasas                       |       | Erdődi Gyuláné Bp. Dózsa                        |       | dr. Hidassy Dezsőné Csepeli Vasas                                                                          |       |
| Férfi páros  | Ádám András, Katona Zoltán Bp. Dózsa            |       | Asbóth József, Vad Dezső Bp. Vasas              |       | Fehér Kálmán, Pető Béla Bp. VasasBujtor Frigyes, Birkás György Bp. Dózsa, ÉDOSZ SE                         |       |
| Női páros    | Körmöczy Zsuzsa, Wolfné Peterdy Márta Bp. Vasas |       | Jávori Márta, Somogyi Klára Közalkalmazottak SE |       | dr. Gallner Ferencné, Ádám Andrásné Bp. DózsaErdődi Gyuláné, Jusits Ilona Bp. Dózsa                        |       |
| Vegyes páros | Asbóth József, Körmöczy Zsuzsa Bp. Vasas        |       | Bujtor Frigyes, Erdődi Gyuláné Bp. Dózsa        |       | Tornyay Tibor, Jávori Márta Közalkalmazottak SEKatona Zoltán, Katona Margit Bp. Dózsa, Közalkalmazottak SE |       |